# Танайка (Татарстан)
Танайка — село в Елабужском районе республики Татарстан, административный центр Танайского сельского поселения (с 2005 года).

## География
Село расположено западнее города Елабуги, приблизительно в 3 км от его границ. Село и город разделены Танаевским лесом. К югу и юго-западу от села располагаются заливные луга в пойме рек Кама, Криуша и Танайка (территория национального парка Нижняя Кама).

## История
Танайка известна с 1614 года как деревня Тананаселенная ясачными татарами, к которым подселили монастырских крестьян. В конце XVII века следы татарского населения Танайки теряются. В дореволюционных источниках поселение упоминается также как Арханхельское. Жители, сначала принадлежащие Троицкому мужскому монастырю на каменном (Чертовом) городище, а в 1764 году — переведенные в разряд экономических, а позднее и государственных крестьян, занимались разведением скота и пчеловодством. В период Крестьянский войны 1773—1775 гг. активно выступали на стороне Пугачева, причем в селе находился штаб повстанцев.
До 1921 года село входило в Лекаревскую волость Елабужского уезда Вятской губернии. Далее — в составе Елабужского, а с 1928 года — Челнинского кантонов Татарской АССР. С 10 августа 1930 года в Елабужском районе.
Статус села установлен Законом Республики Татарстан от 31 января 2005 года № 22-ЗРТ «Об установлении границ территорий и статусе муниципального образования „Елабужский муниципальный район“ и муниципальных образований в его составе».

## Население
Согласно переписи 2010 года, в селе на то время проживало 1659 человек. По состоянию на 1 января 2019 года, население Танайки составляет 2421 человек, регистрируется прирост населения по сравнению с 2018 годом (2345 человек).